# IRC +10216
IRC +10216 (znana także jako CW Leonis) – najjaśniejsza i najczęściej obserwowana ze wszystkich znanych gwiazda węglowa. Jej unikalną cechą jest to, że jest spowita grubą warstwą pyłu. Prawie wszystkie emisje IRC +10216 znajdują się w paśmie podczerwieni, jest to najjaśniejszy obiekt na niebie na długości fali 10 μm. Ostatnie obserwacje wskazują na bardzo złożoną strukturę pyłowej otoki gwiazdy.